# Хаген, Карл Фредрик
Карл Фредрик Хаген (норв. Carl Fredrik Hagen; род. 26 сентября 1991, в Оппегоре,  Норвегия)  — норвежский  профессиональный шоссейный велогонщик, c 2019 года выступающий за команду мирового тура «Lotto Soudal».

## Достижения
2015
4-й Тур Восточной Богемии
2016
1-й  Горная классификация Тур Фьордов
1-й  Горная классификация Тур Бретани
1-й  Горная классификация Тур Восточной Богемии
2-й Гран-при Сундвольдена
2017
1-й  Горная классификация Круг Уазы
2-й Гран-при Сундвольдена
2-й Гран-при Рингерике
2-й Тур Эльзаса
1-й на этапе 4
8-й Арктическая гонка Норвегии
2018
1-й  Тур де Юре
2-й Гран-при Сундвольдена
4-й Тур Норвегии
6-й Гран-при Рингерике
8-й Арктическая гонка Норвегии
9-й Тур Финистера